# Bayswater (Londres)
Pour les articles homonymes, voir Bayswater.
Bayswater est un district du centre de Londres situé dans le borough de la cité de Westminster.
Le quartier a été aménagé dans les années 1840 et 1850.

## Voir aussi

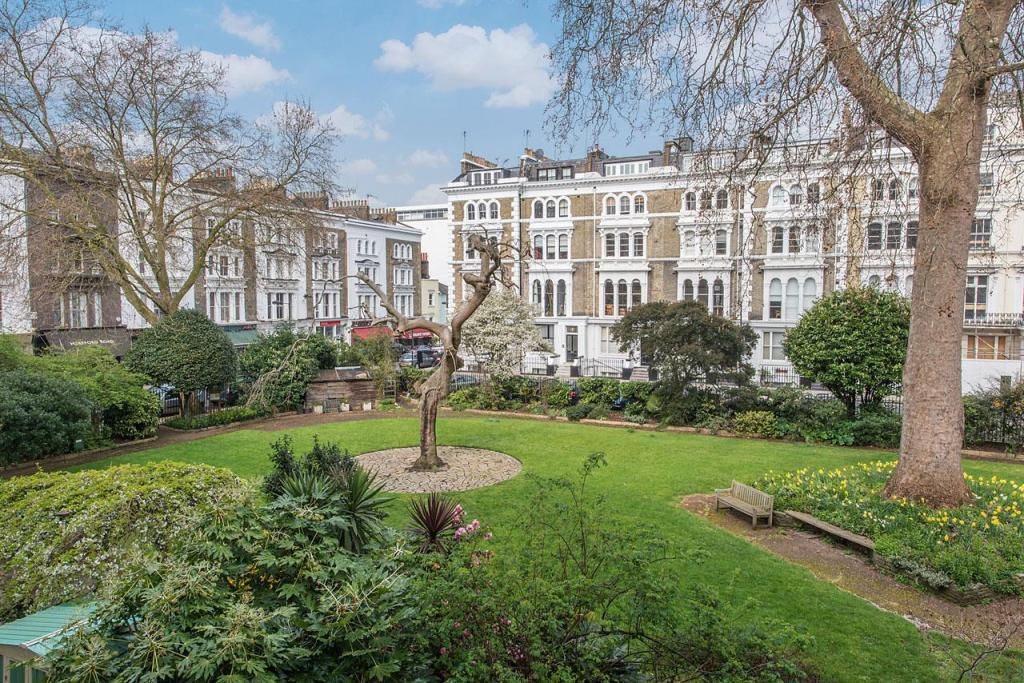
Les jardins de Leinster Square.